# Semiothisa pallidata
Semiothisa pallidata là một loài bướm đêm trong họ Geometridae.